# The Modern Lovers
The Modern Lovers byla americká alternativní protopunková skupina, pocházející ze státu Massachusetts. Vznikla v roce 1970 a její klasickou sestavu tvořili zpěvák a kytarista Jonathan Richman, baskytarista Ernie Brooks, klávesista Jerry Harrison a bubeník David Robinson. V letech 1971 až 1973 kapela nahrála řadu demonahrávek, které následně vyšly na albu The Modern Lovers (1976). Producentem většiny nahrávek byl John Cale ze skupiny The Velvet Underground, která patřila k největším vzorům skupiny The Modern Lovers. Původní skupina se rozpadla v únoru roku 1974. Právě v roce 1976 byla skupina, tentokrát pod názvem Jonathan Richman and the Modern Lovers, obnovena a v pozměněné sestavě vystupovala a vydávala alba až do roku 1988, kdy se Richman vydal na sólovou dráhu.

## Historie

### Původní období (1970–1974)
Skupinu The Modern Lovers (zpočátku velmi krátce „The Modern Lovers, the Danceband of the Highways“) založil zpěvák a kytarista Jonathan Richman poté, co se vrátil z cest po Evropě v roce 1970. Původní sestavu dále tvořili kytarista John Felice (dříve Richmanův soused), baskytarista Rolfe Anderson a bubeník David Robinson. Většinu původního repertoáru tvořily Richmanovy starší písně, ale také například coververze od anglické kapely The Kinks. Své první veřejné vystoupení kapela odehrála v září 1970 v Bostonu. Následovala řada dalších koncertů a na jaře roku 1971 skupinu, coby náhradníci za Felicea a Andersona, nahradili Ernie Brooks a Jerry Harrison. Přestože kapela hrála zpočátku totožný repertoár, nastala velká změna v podobě nově přidaných kláves (Harrison). Následovala řada dalších koncertů této nové sestavy, a to jak klasických, tak například i pro děti v nemocnicích. V té době žili všichni čtyři hudebníci ve společném domě.
Na podzim 1971 šla kapela vůbec poprvé do nahrávacího studia, kde nahrála demonahrávky čtyř písní, konkrétně „Hospital“, „Roadrunner“, „Someone I Care About“ a „Ride Down the Highway“. Během jednoho týdne v březnu 1972 absolvovali The Modern Lovers v Kalifornii dvě nahrávací frekvence pro vydavatelství A&M Records a Warner Bros. Records. Jednu produkovali Robert Appere a Allan Mason a nahráli při ní písně „Girlfriend“, „Modern World“ a „Dignified and Old“. Významnější pro kapelu však byla ta druhá, kterou produkoval John Cale, bývalý člen Richmanovy oblíbené kapely The Velvet Underground. S ním již nahráli více písní, avšak pouze přibližně dvě třetiny z nich se dostaly na finální album. Všechny tyto nahrávky byly vnímány jako demoverze a původně se neměly objevit na desce. Kapela se po dokončení nahrávání a několika koncertech v Kalifornii rozhodla vrátit domů. Nakonec skončila v Connecticutu, kde bylo domluveno, že tentokrát kapela nahraje album v produkci Ricka Derringera. Po několika zkouškách a neúspěšných koncertech z toho však sešlo a hudebníci se v létě 1972 vrátili do Bostonu. Tou dobou s kapelou nějaký čas vystupoval pátý člen, sice opět John Felice, který však počátkem roku 1973 znovu odešel. V Bostonu kapela dostala šanci nahrávat s producentem Kimem Fowleyem, což učinila. Během jedenoho dne nahráli celkem osm základních verzí písní. Fowley následně pořízené nahrávky odvezl do Los Angeles a snažil se nalákat nějaké vydavatelství, které by o kapelu mělo zájem a zařídilo nahrání skutečného alba. Úspěšný však nebyl.
Následovalo několik měsíců, během nichž kapela odehrála řadu vystoupení. Počátkem roku 1973 po dlouhém vyjednávání souhlasila společnost Warner Bros. Records, že s The Modern Lovers podepíše smlouvu na vydání desky s tím, že produkovat bude John Cale. Do Los Angeles, kde album mělo být nahráno, kapela vyrazila v létě 1973. Nedlouho po příjezdu šli do studia, ale ihned narazili na problém. Cale jako producent chtěl dotáhnout energii kapely, kterou si pamatoval z předešlého roku, ještě o stupeň dál. Chtěl z Richmana jako zpěváka dostat co možná největší naštvanost. Richman však odmítal, že nebude předstírat naštvanost, když ji necítí. Richman měl zájem omezit instrumentaci písní a zjednodušit je, omezit hlasitost. Nahrávání skončilo ještě předtím, než stihli dokončit jedinou píseň. Tou dobou se vrátil Fowley a nahrávání s ním šlo oproti zkušenosti s Calem mnohem snádněji. Do Bostonu se kapela vrátila v prosinci 1973. Richman měl s ostatními členy problémy již v Kalifornii, sám odmítal hrát staré písně a hrát hlasitě, s čímž ostatní nesouhlasili. V době návratu se kapela začala definitivně rozpadat. Jako první odešel bubeník David Robinson.
Richman tou dobou rovněž nahrál několik sólových nahrávek, které existují pouze na acetátové desce. Přes veškeré spory kapela, nyní s Bobem Turnerem za bicí soupravou, v lednu 1974 odehrála dva koncerty v New Yorku. Vůbec poslední koncert kapela odehrála v únoru toho roku ve městě Beverly. Během vystoupení (po prvním setu) se Richman pohádal s Harrisonem kvůli tomu, že údajně hrál příliš nahlas, a že neslyší svůj hlas. Harrison se okamžitě rozhodl kapelu opustit, přesto však koncert dokončili. Tím byla existence kapely The Modern Lovers ukončena. Společnost Warner Bros. Records nakonec neměla zájem vydat nahrávky, které The Modern Lovers nahráli při první frekvenci s Calem v roce 1972, přestože se Danny Fields, přítel kapely, snažil vedení společnosti přemluvit. Tyto nahrávky, stejně jako písně nahrané s Apperem a Masonem, nakonec vydala v srpnu roku 1976 nezávislá společnost Beserkley Records. Z Caleových nahrávek se na albu The Modern Lovers vyskytuje přibližně tři čtvrtě materiálu, z materiálu nahraného s Apperem a Masonem pak pouze dvě písně.

### Pozdější léta (1976–1988)
Richman hrál po rozpadu kapely převážně sólové, případně za doprovodu různých hudebníků. Počátkem roku 1976 sestavil novou kapelu, která začala vystupovat pod názvem Jonathan Richman and the Modern Lovers. Jejími členy byli Greg „Curly“ Keranen (baskytara) a Leroy Radcliffe (kytara), stejně jako navrátivší se David Robinson (bicí). Brzy po svém vzniku kapela nahrála své první album, které vyšlo v červenci 1976 pod názvem Jonathan Richman and the Modern Lovers. Nová kapela tvořila spíše doprovod pro Richmana a nešlo o plnohodnotnou kapelu, některé písně na albu nahrál sám Richman pouze s akustickou kytarou. Při koncertech k propagaci alba se však vrátily problémy, které měl Richman s předchozí kapelou – nyní sice neměl problém s kytaristou a baskytaristou, ale příliš hlučný mu připadal Robinsonův bubenický projev. Robinson tedy kapelu opustil a nahradil jej Denotra Sharpe se speciálně sestavenou bicí soupravou pro účely vyhovující Richmanovi. S ním v sestavě kapela nahrála své druhé album Rock 'n' Roll with the Modern Lovers. Léto 1977 bylo pro Richmana a kapelu zlomové v tom, že poprvé odehráli turné mimo USA. Ještě předtím došlo ke změně na postu baskytaristy, Keranen se na čas vrátil ke studiu a nahrazen byl Asou Brebnerem. Během koncertování ve Spojeném království se skupině dostalo úspěchu mj. v tom, že vystupovala v televizním pořadu Top of the Pops. Do Spojeného království se později vrátili ještě několikrát a rovněž se jim zde dostalo úspěchu v podobě singlů, které se umístily v hitparádách. V roce 1979 kapela vydala své třetí studiové album Back in Your Life. Ještě před jeho vydáním se však kapela v této podobě rozpadla. V letech 1979 až 1981 Richman vystupoval opět sólově a občasně nahrával, avšak pořízené nahrávky nevydával.
Nová sestava kapely se dala dohromady v roce 1980. Do nové sestavy se vrátil Keranen (baskytara) a přišli tři noví členové: bubeník Michael Guardabascio a vokalistky Ellie Marshall a Beth Harrington. Členové někdy s Richmanem nevystupovali, jindy se přidávali další (kytara, klávesy, horn, další vokalistky). Kapela odehrála dlouhou řadu koncertů a roku 1982 nahrála nové album, které pod názvem Jonathan Sings! vyšlo v roce 1983. Po vydání následovalo další turné. Roku 1984 následovalo další turné po Spojeném království, během něhož kapelu dočasně opustil Guardabascio. Koncerty pokračovaly bez bubeníka. Ještě roku 1984 kapela nahrála své další album, které vyšlo pod názvem Rockin' and Romance až roku následujícího. Album má ještě jednodušší instrumentaci než předchozí, nyní Richmana (zpěv, kytara) kromě několika vokalistek doprovází pouze Guardabascio (bicí) a Andy Paley (dětský klavír). Se vznikem tohoto alba se rovněž rozpadla předchozí sestava kapely. Nově pokračovali v triu, s Andym Paleyem za bicími a navrátivším se Asou Brebnerem, tentokrát na pozici kytaristy. Roku 1985 kapela nahrála další album, které již tradičně vyšlo až následujícího roku, a to pod názvem It's Time for Jonathan Richman and the Modern Lovers. Roku 1986 kapelu opět opustil Brebner a nahradil jej Brennan Totten. Občasně vystupovali jako duo (Richman a Totten), jindy i s Paleyem. Často nedostupný Andy Paley byl následně definitivně nahrazen jiným bubeníkem, a to Johnnym Avilou. Na podzim 1987 trio nahrálo nové album Modern Lovers 88. Roku 1988 se jak Totten, tak i Avita rozhodli skoncovat s koncertováním, čímž kapela Jonathan Richman and the Modern Lovers zanikla. Richman v následujících desetiletích vystupoval výhradně pod svým vlastním jménem.

## Členové

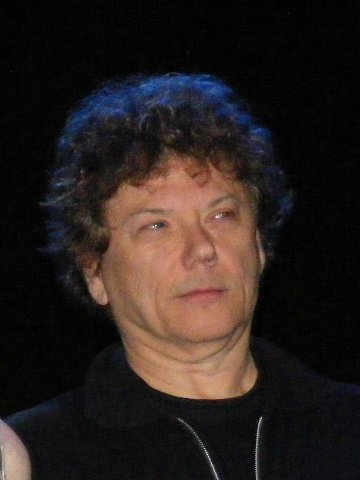
Jerry Harrison (2010)

- Jonathan Richman – zpěv, kytara (1970–1974, 1976–1979, 1980–1988)
- John Felice – kytara (1970–1971, 1972–1973)
- Rolfe Anderson – baskytara (1970–1971)
- David Robinson – bicí (1970–1973, 1976)
- Ernie Brooks – kytara (1971–1974)
- Jerry Harrison – klávesy (1971–1974)
- Bob Turner – bicí (1973–1974)
- Leroy Radcliffe – kytara (1976–1979)
- Greg „Curly“ Keranen – baskytara (1976–1977, 1980–1984)
- Denotra Sharpe – bicí (1976–1979)
- Asa Brebner – baskytara (1977–1979), kytara (1984–1986)
- Ellie Marshall – doprovodné vokály (1980–1984)
- Beth Harrington – doprovodné vokály (1980–1984)
- Michael Guardabascio – bicí (1980–1984)
- Andy Paley – bicí (1984–1987)
- Brennan Totten – kytara (1986–1988)
- Johnny Avila – bicí (1987–1988)

## Diskografie
The Modern Lovers
- The Modern Lovers (1976)
- The Original Modern Lovers (1981)

Jonathan Richman and the Modern Lovers
- Jonathan Richman & the Modern Lovers (1976)
- Rock 'n' Roll with the Modern Lovers (1977)
- Back in Your Life (1979)
- Jonathan Sings! (1983)
- Rockin' & Romance (1985)
- Modern Lovers 88 (1988)